# اکسایش پاریخ–دورینگ
اکسایش پاریخ–دورینگ (به انگلیسی: Parikh–Doering oxidation) یک واکنش اکسایش است که الکل‌های نوع اول و دوم را به آلدهیدها و کتون‌ها تبدیل می‌کند. این روش از دی‌متیل سولفوکسید (DMSO) به عنوان اکسنده استفاده می‌کند، که توسط کمپلکس سولفور تری‌اکسید پیریدین در حضور باز تری‌اتیل‌آمین فعال می‌شود.
واکنش می‌تواند در دمای ملایم، اغلب بین ۰ تا دمای اتاق، بدون تشکیل مقادیر قابل توجهی از محصولات جانبی متیل تیومتیل‌اتر انجام شود. مثال زیر که بخشی از سنتز جامع (-)-kumausallene است توسط اونز و همکاران ارائه شد. این واکنش شرایط متداول این نوع واکنش را نشان می‌دهد:

## همچنین ببینید
- اکسایش سوورن
- اکسایش فیتزنر–موفات
- اکسایش کوری–کیم